# Souimanga de Shelley
Cinnyris shelleyi
Espèce
Le Souimanga de Shelley (Cinnyris shelleyi) est une espèce d’oiseaux de la famille des Nectariniidae.
Son nom commémore le géologue et ornithologue britannique George Ernest Shelley (1840-1910).
Cet oiseau fréquente le miombo en Zambie, Malawi et Tanzanie.